# Tortuga (Haiti)
Tortuga vagy Tortue (franciául Île de la Tortue, haiti kreol nyelven Latòti, spanyolul Isla Tortuga, magyarul Teknős-sziget) Haitihez tartozó sziget Hispaniola északnyugati partjainál. A sziget területe 180 km², népessége 2009-ben 35 347 fő volt. A 17. században itt volt a karibi kalózok egyik központja.

## Földrajza
Haiti északi partjainál, Hispaniola szigetének északnyugati részénél fekszik, Port-de-Paix városával szemben, melytől a mintegy 10 km széles Tortuga-csatorna választja el. Hossza 37 km, szélessége 7 km, területe 180 km². Területének jelentős részét hegyek teszik ki. Északi részén különösen sziklás és hajóval nehezen megközelíthető, régen Vaspartnak (Costa de Hierro) hívták. Az első településeket a sziget déli oldalán alapították, ahol a hajók számára természetes kikötőket nyújtó öblöket találhattak.

## Története
Tortugát Kolumbusz Kristóf fedezte fel az első útja alkalmával, 1492. december 6-án. Mivel a hegyes-dombos sziget teknősbékára emlékeztette, ő nevezte el Isla Tortugának (spanyolul Teknős-sziget).
A szigeten néhány spanyol telepes élt 1605-ig, amikor a kormányzó a csempészetet felszámolandó, Hispaniola nyugati részén valamennyi települést kiürítette, a lakosokat pedig Santo Domingo környékére telepítette át. 1625-ben franciák és angolok telepedtek meg Tortugán, akik a spanyol telepesek elvadult marháinak vadászatából és kalózkodásból éltek. Ők voltak az első "bukanérek" (angolul buccaneer, franciául boucanier; a boucan egyfajta farács, amit a hús sütéséhez használtak, bennszülött recept szerint). 1629-ben Don Fadrique de Toledo admirális flottája más karibi szigetek után Tortugáról is elűzte a kalózokat és településüket felszámolta. A spanyolok erődöt is építettek, de azt rövidesen elhagyták, helyükre pedig már 1630-ban visszatértek a tengeri rablók, akik kibővítették az erődítményt.
A franciák és az angolok külön településeket hoztak létre, melyek folyton marakodtak egymással. 1633-ban néhány afrikai rabszolgát hoztak be a szigetre, de már két évvel később felhagytak a rabszolgatartással. 1635-ben a spanyolok újból elkergették Tortuga lakóit, de távozásuk után azok újból visszatértek. Ez ismétlődött 1638-ban, azzal a különbséggel, hogy a spanyolok helyőrséget hagytak, amit a francia és újonnan megjelent holland kalózok 1640-ben elűztek. A franciák egy természetes kikötőben megépítették Fort de Rocher-t, egy 40 ágyús kőerődöt, ahol a következő évben sikeresen ellenálltak az újabb spanyol támadásnak.  

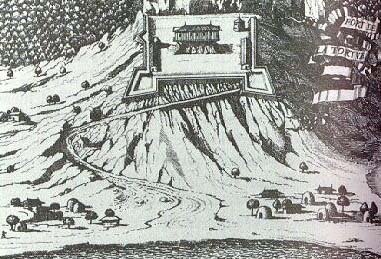
Fort de Rocher (1678)

1640-től a tortugai kalózok felvették a Parti Testvériség (Brethren of the Coast) nevet. A testvériség főleg angol és francia, illetve kisebb számú holland bukanérből állt. 1645-ben a francia kormányzó 1650 prostituáltat hozatott a kalózok számára. 1654-ben a spanyolok negyedszerre is megszállták Tortugát, csak hogy a következő évben angol és francia csempészek újból visszafoglalják. Jamaica katonai kormányzója, William Brayne ezredes a vezetőjüket, Elias Watts-t ki is nevezte Tortuga kormányzójának. 1660-ban Wattst a francia Jeremie Deschamps váltotta fel, aki a szigetet francia birtokká nyilvánította és sikeresen visszaverte az angolok többszöri visszafoglalási próbálkozásait.
Bár Tortugáról olyan hírhedt kalózok is indították támadásaikat, mint Henry Morgan vagy François l’Olonnais, 1670 után a kalózok aranykora hanyatlani kezdett és a tengeri rablók egy része fakitermeléssel és -kereskedelemmel kezdett foglalkozni. 1680-ban az angol parlament is törvényt hozott az idegen zászló alatti hajózásról és az 1684-es regensburgi szerződés végképp véget vetett a kalózkodás állami támogatásának. Eközben a franciák megszerezték Hispaniola nyugati részét is és a gyarmat, Saint-Domingue adminisztratív központját 1676-ban Tortugáról Port-de Paix-ba helyezték át. 1697-ben a sziget – Saint-Domingue többi részével együtt – hivatalosan is átkerült Spanyolországtól Franciaországhoz.

## A kultúrában
Tortuga, mint hírhedt kalózfészek számos regényben, filmben és videójátékban szerepel, a legismertebbek közülük Rafael Sabatini Blood kapitány regénysorozata és a Karib-tenger kalózai-filmek.

## Fordítás
- Ez a szócikk részben vagy egészben  a   Tortuga Island, Haiti című angol Wikipédia-szócikk ezen változatának fordításán alapul.  Az eredeti cikk szerkesztőit annak laptörténete sorolja fel. Ez a jelzés csupán a megfogalmazás eredetét és a szerzői jogokat jelzi, nem szolgál a cikkben szereplő információk forrásmegjelöléseként.